# Northern Ireland Security Guard Service
Il Northern Ireland Security Guard Service (NISGS) è un'organizzazione civile del Ministero della difesa che fornisce sicurezza armata negli stabilimenti militari dell'Irlanda del Nord.
È stata fondata nel 1998 in seguito all'accordo del Venerdì Santo ed è un'organizzazione sindacalizzata, non industriale, di guardie di sicurezza civili sotto l'autorità del General Officer Commanding (Northern Ireland), che detiene la responsabilità ultima del funzionamento dell'organizzazione. Il NISGS lavora a fianco del Ministry of Defence Guard Service (MGS).
Nel resto del Regno Unito, la sicurezza armata è di competenza del Military Provost Guard Service, composto da personale di servizio.

## Ufficiale di sicurezza civile
Un ufficiale di sicurezza civile del NISGS (CSO) è attestato da un magistrato come agente speciale mentre è in servizio all'interno della proprietà del Ministero della difesa. Ha poteri simili a quelli di un agente di polizia in base alla Emergency Laws (Miscellaneous Provisions) Act 1947. Un CSO ha i poteri di arresto ai sensi dell'Emergency Laws (Miscellaneous Provisions) Act 1947.

## Incidente alla Massereene Barracks
Nel 2009 il CSO a Massereene Barracks fu criticato per non aver aperto il fuoco durante un incidente in cui due soldati britannici furono uccisi quando la caserma fu attaccata da membri del gruppo paramilitare repubblicano irlandese, la Real IRA che erano armati di AKM fucili automatici. Tuttavia le azioni delle CSO furono lodate dal brigadiere George Norton, il soldato più anziano dell'esercito nell'Irlanda del Nord all'epoca. Questa era la prima volta che una caserma sorvegliata dal NISGS subiva un attacco diretto.
In seguito all'incidente alla Masseerene Barracks nel 2009, sono stati fatti piani per riqualificare e riarmare le CSO nel NISGS.